# (69312) Rogerbacon
(69312) Rogerbacon  es un asteroide perteneciente al cinturón de asteroides, descubierto el 24 de septiembre de 1992 por Freimut Börngen y Lutz Dieter Schmadel desde el Observatorio Karl Schwarzschild, en Alemania.

## Designación y nombre
Rogerbacon se designó inicialmente como 1992 SH17.
Más adelante fue nombrado en honor al filósofo inglés Roger Bacon (1214-1294).

## Características orbitales
La órbita del asteroide Rogerbacon alrededor del Sol presenta un Semieje mayor de 2,3238 ua, un perihelio de 2,0403 ua y un afelio de 2,6073 ua. Tiene una excentricidad de 0,1220 y una inclinación orbital de 7,1926 grados. Emplea en completar una órbita alrededor del Sol 1293,88 días.

## Características físicas
Su magnitud absoluta es 15,44.